# Valeriy Spitsyn
Valeriy Spitsyn (né le 5 décembre 1965) est un ancien athlète russe spécialiste de la marche athlétique.

## Palmarès

### Jeux olympiques d'été
- Athlétisme aux Jeux olympiques de 1992 à Barcelone,  Espagne
  - 4e sur 50 km marche

### Championnats du monde d'athlétisme
- Championnats du monde d'athlétisme 1993 à Stuttgart,  Allemagne
  -  Médaille de bronze sur 50 km marche

### Championnats d'Europe d'athlétisme
- Championnats d'Europe d'athlétisme 1994 à Helsinki,  Finlande
  -  Médaille d'or sur 50 km marche